# Sobolivka, Volociîsk
Sobolivka (în ucraineană Соболівка) este un sat în comuna Ojîhivți din raionul Volociîsk, regiunea Hmelnîțkîi, Ucraina.

## Demografie
Componența lingvistică a localității Sobolivka
     Ucraineană (98,41%)
     Rusă (1,59%)
Conform recensământului din 2001, majoritatea populației localității Sobolivka era vorbitoare de ucraineană (98,41%), existând în minoritate și vorbitori de rusă (1,59%).